# Preconceito contra religiões afro-brasileiras

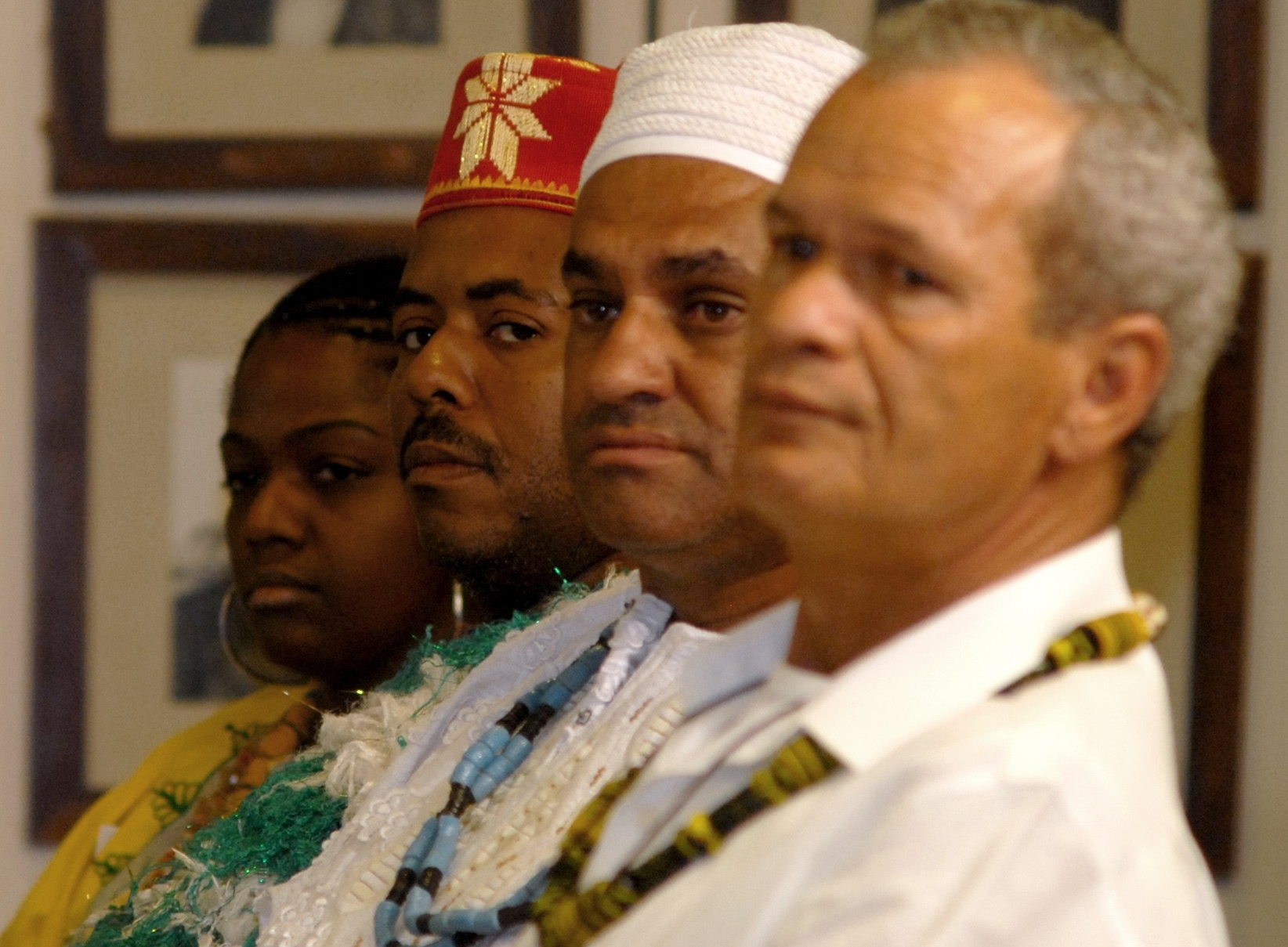
Líderes religiosos do candomblé Sandra Cruz, Wanderlei Ribeiro, Ribamar Fernandes e Francisco Alves da Silva, participam da cerimônia de criação do Dia Nacional de Combate à Intolerância Religiosa

O preconceito contra religiões afro-brasileiras consiste no juízo preconcebido, manifestado geralmente na forma de atitudes discriminatórias, perante pessoas, lugares ou tradições com base em percepções sociais negativas contra as religiões afro-brasileiras, principalmente o Candomblé e a Umbanda.
O preconceito surgiu com a perseguição da Igreja Católica aos cultos afro-brasileiros, sendo posteriormente reforçado por praticantes do espiritismo e das religiões neopentecostais. No século XXI, correntes neopentecostais fundamentalistas estão associadas aos discursos de ódio, ataques a templos, agressões físicas e assassinatos dos seguidores dessas religiões.

## Formação religiosa afro-brasileira

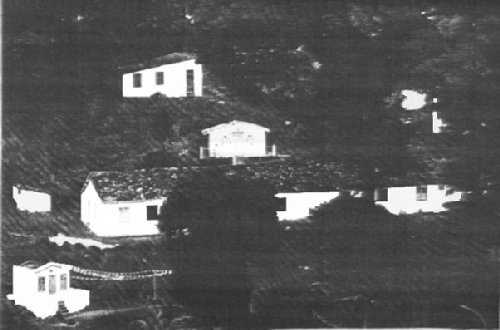
O terreiro da Casa Branca do Engenho Velho em Salvador, fundado na década de 1830, é possivelmente a mais antiga casa de candomblé do Brasil

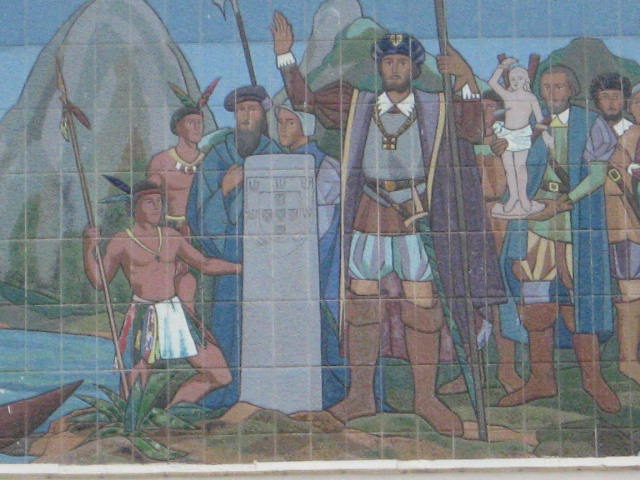
O sincretismo entre brancos, índios e negros formou a Umbanda

As religiões afro-brasileiras se formaram através de um longo e complexo processo histórico. Existem poucos documentos sobre o processo de formação dessas religiões, e alguns são pouco esclarecedores e preconceituosos, como julgamentos e acusações. Entre as causas da falta de registros históricos estão a marginalização das religiões, a falta de interesse de intelectuais por uma religião que não tem status social como outras e ao fato de suas doutrinas serem, em geral, transmitidas de maneira oral.
No período do Brasil colônia, com a utilização da mão de obra escrava, os africanos traziam consigo suas crenças, o que abriu um leque de novidades nesse cenário. O sincretismo marcado pela opressão da religião fez com houvesse uma fusão de elementos religiosos, dando início à formação de novas propostas religiosas. Assim, a história da religião afro-brasileira nasceu de uma necessidade de relação socioeconômica, formada por uma mesclagem cultural e estabelecida entre os seus principais grupos formadores: negros, brancos e índios.

## Preconceitos
Os discursos de ódio que incitam a discriminação religiosa ainda acontecem e há frequentes relatos de manifestações preconceituosas violentas e constrangedoras,  agressões físicas e até de assassinatos.
Em muitos casos, a falta de conhecimento impulsiona discursos que transmitem a ideia de que as religiões afro-brasileiras têm finalidades ou estão relacionadas a cultos de entidades satânicas e demoníacas.
Tais preconceitos refletem nas normas jurídicas e na atuação dos agentes do estado. Em abril de 2014 um juiz federal, Eugenio Rosa de Araújo, chegou a afirmar em uma sentença que “as manifestações religiosas afro-brasileiras não se constituem em religiões", negando assim um pedido do Ministério Público Federal para que obrigasse o Google a retirar 15 vídeos ofensivos à Umbanda e ao Candomblé postados no site YouTube. Diversos líderes religiosos criticaram o juiz, como Lusmarina Campos Costa, então presidente do Conselho de Igrejas Cristãs do Estado do Rio de Janeiro: "Não podemos aceitar o ódio ou a sua expressão de maneira nenhuma. Nos colocamos solidários com o MPF no RJ, quando diz não aos vídeos que incitam o ódio contra as religiões afro-brasileiras e permanecemos ao lado quando ele recorre da decisão descabida do juiz federal que baseia o seu julgamento em um argumento arcaico e obsoleto, desconsiderando a complexidade do universo religioso brasileiro". O juiz se retratou posteriormente.

## Por religião

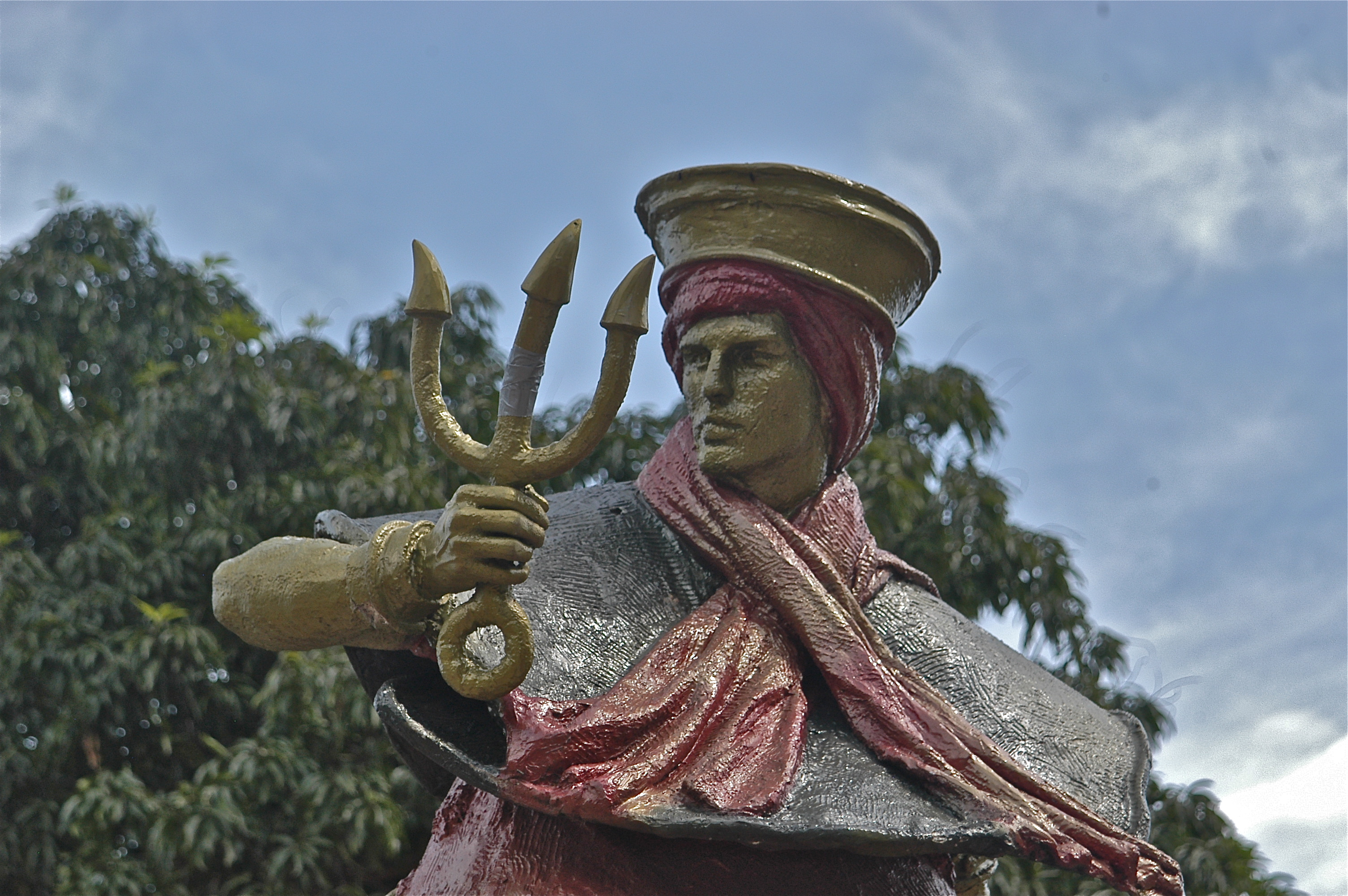
Exu é um orixá associado ao demônio por neopentecostais e católicos. Espíritas associam-no à chamada obsessão espiritual.

### Espiritismo
Quando o Espiritismo surgiu no século XIX, seu criador, um francês de pseudônimo Allan Kardec, escreveu obras controversas com relação ao estágio espiritual de outras etnias em sua época, comparando certas povos a macacos. No início do século XX no Brasil, já se fazia uma distinção entre o baixo espiritismo que seriam as demais religiões afro-brasileiras e o alto-espiritismo, ou espiritismo branco. Apesar destes atritos, isso não impediu que a Umbanda nascesse da mescla entre o o espiritismo de matriz francesa e o candomblé.

### Catolicismo
A segunda metade do século XIX foi o período no Brasil quando houve o debate em torno da construção de um sentimento de nacionalidade e da identidade nacional, firmando-se durante a primeira república. Este debate baseava-se nas teorias e doutrinas raciais europeias  e se expressava numa preocupação sistemática com a origem multirracial do povo brasileiro vista como fonte de contradições e obstáculo para a construção de uma identidade nacional. Nessa época, havia a escravidão e hierarquia nas relações inter-raciais. A noção de raças humanas esteve, então, fortemente presente na formação desta identidade.
As religiões afro-brasileiras se formaram através de um longo e complexo processo histórico. No período colonial, o catolicismo era a principal religião no Brasil, que fora introduzida pelos Jesuítas que acompanhavam os colonizadores. No século XVI começou a escravidão de negros, trazidos para trabalhos nos engenhos, principalmente no norte do Brasil. Os escravos eram obrigados a se converter ao catolicismo e isso acontecia de forma superficial, já que secretamente continuavam cultuando e se manifestando religiosamente.
Com o tempo, a Igreja Católica percebeu as manifestações e deu início a perseguições às crenças africanas. A religião podendo ser um instrumento de poder, influência política e imposição ideológica, uma religião periférica de escravos pobres e negros era vista como ameaça e as religiões de origem africana começar a ser endemoniada e ter sua legitimidade questionada.
Em um país de maioria absoluta de católicos, a prática religiosa negra e a Umbanda reformada, mesmo ampliando suas linhas e aproximando-se do folclore, foram duramente perseguidas pelas delegacias de costumes até a década de 60 do século XX.
Ainda sob outras denominações, a umbanda estava incluída no rol dos inimigos do catolicismo já nos anos 40 do século XX.
Devido ao surgimento e proliferação da Umbanda, a Igreja Católica Romana chegou a criar em 1952 um Secretariado Especial da Conferência Nacional dos Bispos do Brasil, com o objetivo de enfrentar o crescimento do número de fiéis da Umbanda e demais “cultos mediúnicos”. Tal subdivisão foi denominada de Secretariado Nacional de Defesa da Fé.
Para os católicos, o homem brasileiro (comumente chamado de “homem de cor”) praticante de umbanda encontrava-se em uma situação marcada pela miséria material e moral. Exemplo desse posicionamento está na entrevista dada em 1957 pelo arcebispo de Porto Alegre, Dom Vicente Scherer, à Rádio Gaúcha sobre as atividades da Umbanda no Rio Grande do Sul e transcrita na revista da arquidiocese de Porto Alegre:
| “ | A Umbanda é a revivescência das crendices absurdas que os infelizes escravos trouxeram das selvas de sua martirizada pátria africana. Favorecer a Umbanda é involuir, é aumentar a ignorância, é agravar doenças. | ” |

A Igreja Católica, sempre com voz em espaços laicos da imprensa, usou esse lugar privilegiado buscando tornar pública uma representação da Umbanda como a negação pura e simples da verdade aceita socialmente. Em um cenário nacional em que o desenvolvimentismo era posto como o objetivo visado, o catolicismo buscou uma vinculação da Umbanda com o atraso, a marginalidade, e a incultura.
Boaventura Kloppenburg, considerado o mais conhecido e influente intelectual católico do período, com argumentos pseudo-científicos assim descrevia os cultos afro-brasileiros, chegando até mesmo a dizer que eles eram "inconstitucionais":
“Perguntamos, anos atrás, a um grupo de médicos psiquiatras e especialistas em doenças nervosas se é aconselhável, sob o ponto de vista psíquico e médico, “desenvolver a mediunidade” ou “provocar fenômenos espíritas”. E todos, com absoluta unanimidade, responderam negativamente, declarando que semelhantes práticas são “nocivas”, ”prejudiciais”, “perigosíssimas”, etc. (...) São clamores das autoridades competentes a gritar que as práticas espíritas e umbandistas contrariam a ordem pública, e que, por isso, são contra a Constituição que veda expressamente o exercício da “religião” que “contraria a ordem pública”.

### Neopentecostalismo
Mesmo não sendo mais vítimas dessa perseguição pelas autoridades, a partir do final do século XX com o aumento e fortalecimento das igrejas neopentecostais, as estratégicas discursivas e prática de ataque se intensificaram. O proselitismo religioso pode explicar um pouco desses ataques religiosos, já que  as agressões acontecem com a intenção de converter essas pessoas ao neopentencostalismo. O livro Orixás, Caboclos e Guias: Deuses ou Demônios?, publicado por Edir Macedo, líder da Igreja Universal do Reino de Deus, faz parte do contexto proselitista e de ataque às religiões espiritualistas.
Os ataques vão desde manifestações de intolerância em cultos e programas religiosos (como os da Igreja Universal do Reino de Deus e do pastor R. R. Soares) podendo chegar até mesmo às agressões físicas contra praticantes dos cultos afro-brasileiros.
Em abril de 2010, um caso singular de intolerância ao candomblé ocorreu no Rio de Janeiro. José Ricardo Mitidieri, sargento do Exército brasileiro, que é também pastor protestante da Comunidade Cristã do Ministério da Salvação, apontou uma arma de fogo, pistola 9mm, na cabeça de um de seus soldados, Dhiego Cardoso Fernandes dos Santos, adepto do candomblé. O objetivo de tal ato seria "testar" a fé de Dhiego, que dizia ter o "corpo fechado".
Não é para você brincar com coisa séria. Você tem que aceitar Jesus!— José Ricardo Mitidieri ao apontar uma arma para a cabeça de seu subordinado
O sargento, depois do ocorrido, disse que "não teve o objetivo de constranger o soldado" e que "nunca teve qualquer preconceito com as demais religiões". Mitidieri foi condenado pelo Superior Tribunal Militar em decisão unânime ocorrida em 3 de novembro de 2011 a dois anos de prisão.
No início de 2012, cristãos protestantes manifestaram-se contra a construção de uma estátua de Iemanjá na Praia do Itararé, em São Vicente, no litoral de São Paulo. O projeto mostra que ela teria pouco mais de dois metros de altura e um metro de largura, com peso de 230kg e que ela não teria custo ao município, sendo financiada totalmente pela iniciativa privada. Izaías Lopes, representante da Associação de Pastores de São Vicente no local, disse que o protesto respeita a liberdade religiosa dizendo: "O culto deve ser exercido em locais apropriados. A praia não é o local. Além de haver um impacto ambiental devido às oferendas que serão deixadas na areia". O presidente do Conselho Municipal de Promoção da Igualdade Racial, Valter Guerreiro, porém, discorda e afirma que a ação é uma manifestação de intolerância religiosa.
Estou muito machucado e constrangido com mais esse ato de violência ao longo dos tempos.— Gladston Bispo, diretor-presidente da Federação Nacional da Religião Orixá, sobre o caso
Entre 2011 e 2015 os ataques neopentecostais ao Candomblé e à Umbanda se intensificaram, com inúmeras denúncias apresentadas aos órgãos de defesa dos direitos humanos.